# .be
.be – krajowa domena internetowa najwyższego poziomu przypisana dla stron internetowych z  Belgii, działa od 1988 roku (chociaż rejestrację rozpoczęto w 1989 roku) i jest administrowana od 2000 roku przez DNS Belgium. Wcześniej domeną administrował Pierre Verbaeten z Katholieke Universiteit Leuven. Domena jest także wykorzystywana przez popularny serwis z filmami YouTube do uzyskania skróconego adresu youtu.be.